# Au bord du lac Léman
Pour les articles homonymes, voir Lac Léman.
Au bord du lac Léman est une nouvelle (Episode am Genfer See) de l'écrivain autrichien Stefan Zweig. Publiée en allemand en 1919, elle paraît pour la première fois en français en 1992 au sein du recueil Un mariage à Lyon, dans une traduction d'Hélène Denis.

## Résumé de la nouvelle
Été 1918, au bord du lac Léman, durant les derniers mois de la Première Guerre mondiale. Près du village suisse de Villeneuve, un pêcheur retrouve un homme nu sur un radeau de fortune. Conduit à la mairie, on arrive à apprendre par un interprète de fortune - un directeur d'hôtel qui a longtemps vécu à l'étranger - qu'il est russe, et qu'il fait partie des divisions envoyées par l'Empire russe combattre en France pendant la Première Guerre mondiale. Se méprenant et se croyant sur les rives du lac Baïkal, le fugitif se trouve donc perdu aux alentours de Montreux. 
Totalement inculte, l'inconnu ne sait que très peu de choses de lui-même. Il dit s'appeler Boris, serf du prince Metchersky. Hébergé par un Danois, Boris s'engage dans une discussion terrible avec le directeur d'hôtel. Boris veut rentrer chez lui, revoir sa femme, son enfant et son chien, et son interlocuteur lui parle de frontière, de destitution du tsar, d'hommes n'écoutant plus la parole du Christ…

## Éditions françaises
- Un mariage à Lyon, recueil de six nouvelles de Stefan Zweig. Traduction (1992) par Hélène Denis.  (ISBN 978-2-253-13893-8).